# Valea Largă, Dâmbovița
Valea Largă este un sat în comuna Pucheni din județul Dâmbovița, Muntenia, România.